# Coenonympha impupillata
Coenonympha impupillata är en fjärilsart som beskrevs av Barend J. Lempke 1933. Coenonympha impupillata ingår i släktet Coenonympha och familjen praktfjärilar. Inga underarter finns listade i Catalogue of Life.